# Emiliano Biliotti
Emiliano Biliotti (Grosseto, 30 settembre 1974) è un allenatore di calcio ed ex calciatore italiano, di ruolo attaccante.

## Carriera
Dopo la consueta trafila nelle giovanili del Grosseto, milita dal 1992 al 1994 tra le file del Siena, in Serie C1, quindi nel 1994 passa alla SPAL, nella medesima categoria prima dell'approdo in Serie B con il Ravenna, dal 1996 al 1999.
La splendida stagione 1998-1999 (11 gol in 33 presenze) è il preludio al debutto in Serie A, che avverrà con la maglia del Lecce nella stagione successiva.
Seguono poi il prestito ancora al Ravenna e il rientro nella stagione 2001-2002 in Salento, dove chiuso dalla concorrenza trova poco spazio, solo 2 presenze in campionato, le ultime della sua carriera nella massima serie (21 gettoni in totale, senza mai andare a segno).
Poi in Serie B vestirà le maglie di Livorno e Venezia, e in Serie C1 quella del Foggia.
Dal 2006 al 2009 Biliotti gioca nel Boca San Lazzaro, team che lascia nel 2007 per la Copparese, società dilettantistica di Copparo (FE).
A fine giugno 2009 si accasa invece in Eccellenza Toscana all'Albinia, squadra dell'omonima frazione in provincia di Grosseto nei pressi di Monte Argentario, ottenendo buoni risultati.
In carriera ha totalizzato complessivamente 21 presenze in Serie A e 168 presenze e 19 reti in serie B.